# Союз белорусской молодёжи

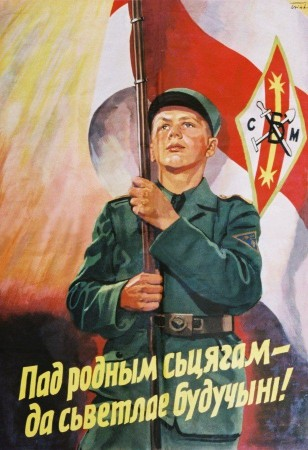
Пропагандистский плакат

Сою́з белору́сской молодёжи — белорусская националистическая организация, созданная Надеждой Абрамовой в 1942 году по образцу гитлерюгенда. Был основан в июне 1943 года. Действовал легально, с разрешения немецких оккупантов, на территории Генерального округа Белоруссия. Его руководителем назначили М. Ганько. На осень 1943 года членами организации были более 10 000 юношей и девушек белорусской национальности. Пик численности приходится на июль 1944 — 12 600 членов.